# Юнгай (Чилі)
Юнгай (ісп. Yungay) — місто в Чилі. Адміністративний центр однойменної комуни. Населення — 9288 осіб (2002). Місто і комуна входить до складу провінції Дигильїн і регіону Ньюбле.
Територія комуни — 823,5 км². Чисельність населення - 17 857 мешканців (2007). Щільність населення - 21,68 чол./км².

## Розташування
Місто розташоване за 58 км південніше адміністративного центру провінції міста Чильян.
Комуна межує:
- на півночі - з комуною Пемуко
- на північному сході - з комуною Пинто
- на сході — з комуною Антуко
- на півдні - з комунами Тукапель, Лос-Анхелес
- на заході — з комуною Кабреро